# Evan Spiegel
Evan Spiegel, né le 4 juin 1990 à Los Angeles, est un entrepreneur américain, naturalisé français en 2018. Cofondateur de l'application mobile Snapchat, il est le directeur général de l'entreprise Snap Inc. Il devient milliardaire à l'âge de 24 ans.

## Biographie

### Enfance et formation
Evan Thomas Spiegel naît le 4 juin 1990 à Los Angeles, en Californie. Il est le fils de Melissa Ann Thomas et John W. Spiegel. Ses parents, tous deux avocats, sont divorcés . Aîné d'une fratrie de trois enfants, Spiegel grandit à Pacific Palisades, un quartier huppé de Los Angeles.
Il est éduqué au Crossroads School for Arts and Sciences de Santa Monica, et étudie à l'Université Stanford. Evan prend des cours de design à l'Otis College of Art and Design et à l'Art Center College of Design de Pasadena, avant son entrée à Stanford.

### Carrière
En 2012, à 21 ans, il quitte Stanford afin de travailler sur le projet Snapchat, peu avant la fin de ses études,. Étudiant en design à Stanford, il propose Snapchat, à l'origine, un projet de classe. Evan Thomas cofonde l'application mobile Snapchat, appelée initialement Picaboo avec Reggie Brown et Bobby Murphy. Il devient CEO de Snapchat.

## Fortune
Selon le magazine Forbes, sa fortune est estimée à environ 4 milliards de dollars en 2022,. Il devient milliardaire à l'âge de 24 ans.

## Décorations
- Chevalier de l'ordre des Arts et des Lettres[13].

## Vie privée
Evan Thomas Spiegel est en couple avec la mannequin australienne Miranda Kerr depuis 2015. Ils se marient en mai 2017, ont un premier fils né en mai 2018, un second né en octobre 2019 et un troisième né en février 2024[réf. nécessaire].
Francophile, il apprend la langue française et en septembre 2018, il obtient avec son premier fils la nationalité française grâce au principe de « l'étranger émérite ». Il ne vit cependant pas en France mais à Venice Beach, à Los Angeles.